# Joseph Merrick
Pour les articles homonymes, voir Elephant Man, Carey et Merrick.
Ne doit pas être confondu avec Joseph Merrick (missionnaire).
Joseph Carey Merrick, né le 5 août 1862 à Leicester (Angleterre) et mort le 11 avril 1890 à Whitechapel (Londres, Angleterre), est un homme britannique présenté comme phénomène de foire sous le surnom d'« Elephant Man » (« l'homme éléphant »).
Il vécut en Angleterre pendant l'ère victorienne. Il était connu en raison de la difformité extrême de son corps et fut un cas étudié par la médecine britannique. Dans la biographie que le médecin Frederick Treves lui consacra en 1923, L'Homme Éléphant et autres souvenirs, il le prénomma « John » au lieu de « Joseph ».

## Biographie
Né à Leicester, fils de Joseph Rockley Merrick et Mary Jane Potterton, Joseph Merrick était l'aîné d'une famille de trois enfants. Il avait un frère, William, et une sœur, Marion. Une légende colportée par lui-même veut que lors d'une parade de la ménagerie Wombwell dans les rues de Leicester, Mary Jane Merrick, alors enceinte de Joseph, trébuche et manque de se faire piétiner par un éléphant. Joseph Merrick attribua à cet incident la cause de ses malformations. Les premiers signes de difformité, une excroissance qui lui déformait la bouche, apparurent vers l'âge de 21 mois. Très vite, d'autres malformations apparurent et, à cinq ans à la suite d'une chute, il se mit à boiter. Sa mère mourut alors qu'il était âgé de 11 ans. Son père se remaria, mais sa belle-mère ne voulait pas d'un enfant « monstrueux ». À douze ans, sa scolarité terminée, et sur l'insistance de sa belle-mère, il fut obligé de chercher du travail. Il officia durant deux ans dans une manufacture de cigares, mais ses difformités de plus en plus handicapantes l'obligèrent à quitter son emploi. Pour gagner sa vie, il fut contraint de vendre de la mercerie au porte à porte, dans les rues, où il était constamment brimé. Là encore, il fut contraint d'arrêter de travailler.
Expulsé du domicile par son père, il se réfugia un temps chez son oncle Charles Barnabus Merrick, avant de se faire admettre en décembre 1879 à l'hospice pour pauvres de Leicester. C'est lors de son séjour en 1882 qu'il se fit retirer une partie de l'excroissance qui déformait sa lèvre supérieure et lui donnait l'apparence d'une trompe.

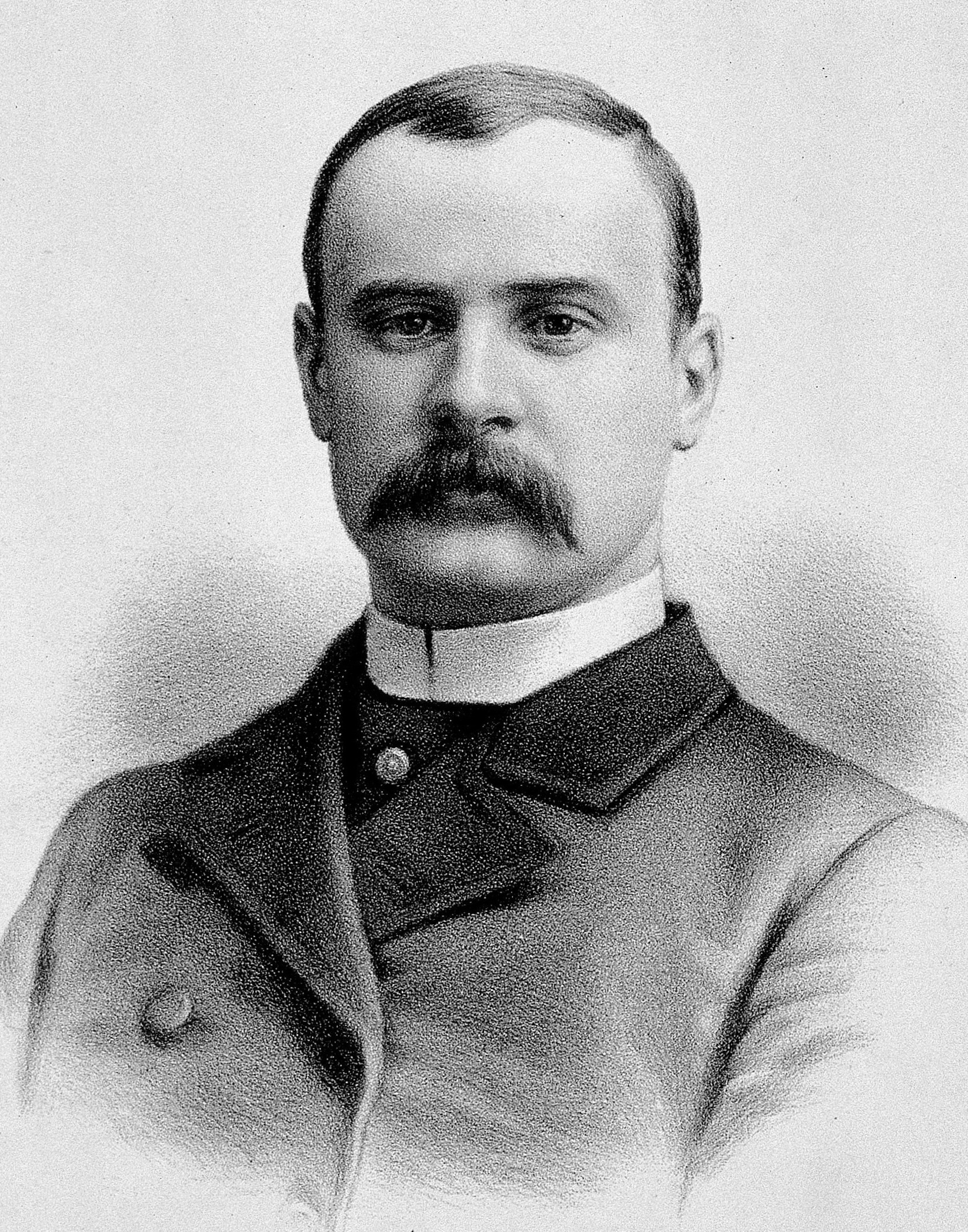
Frederick Treves, le médecin qui s'occupa de Joseph Merrick.

En 1884, il quitta l'hospice et proposa à Sam Torr, directeur du Gaiety Palace of Varieties, de le produire comme phénomène dans son théâtre. Celui-ci et trois de ses associés organisèrent son exhibition sous le nom d'« Homme Éléphant » dans des salles itinérantes. L'un d'eux, Tom Norman, montreur de curiosités anatomiques, se chargea de le produire à Londres dans une boutique de Whitechapel Road en face du Royal London Hospital. Ce genre de spectacle était particulièrement prisé des étudiants en médecine et c'est l'un d'entre eux, Reginald Tuckett, qui signala l'existence de l'homme éléphant au docteur en chirurgie Frederick Treves.
Après avoir vu le spectacle, le chirurgien « emprunta » Joseph Merrick à Tom Norman pour une observation plus détaillée dans son bureau du Collège royal de médecine. Après ce premier examen du 2 décembre 1884, Treves présenta l'« Homme Éléphant » à la société de pathologie de Londres comme cas de difformité congénitale.
En 1885, les exhibitions de phénomènes humains furent interdites en Grande-Bretagne car considérées comme immorales aux yeux de la société victorienne.
Joseph Merrick se produisit alors en Europe continentale, tandis qu'en Belgique aussi, ce type d'exhibition était de moins en moins toléré. Dépouillé de ses économies par l'impresario autrichien qui l'exhibait sur le continent, il dut rentrer en Angleterre. Après avoir causé un attroupement à la gare de Liverpool Street à Londres, il est pris en charge par le docteur Treves contacté par la police.
Grâce à l'intervention du directeur du Royal London Hospital, Francis Culling Carr-Gomm, qui fit paraître dans le Times une annonce pour recueillir des fonds afin de subvenir aux besoins et au logement de l'« Homme Eléphant » et au soutien de la reine Victoria, Joseph Merrick put vivre ses derniers jours comme résident permanent de l'hôpital de Londres.
Il y fut entretenu jusqu'à sa mort apparemment accidentelle à l'âge de 27 ans, le 11 avril 1890 : il fut retrouvé à quinze heures inanimé, probablement mort d'étouffement après que sa lourde tête se fut renversée vers l'arrière, comprimant ainsi la trachée. Ne pouvant dormir étendu, il devait d'ordinaire dormir la tête penchée vers l'avant.

## La maladie

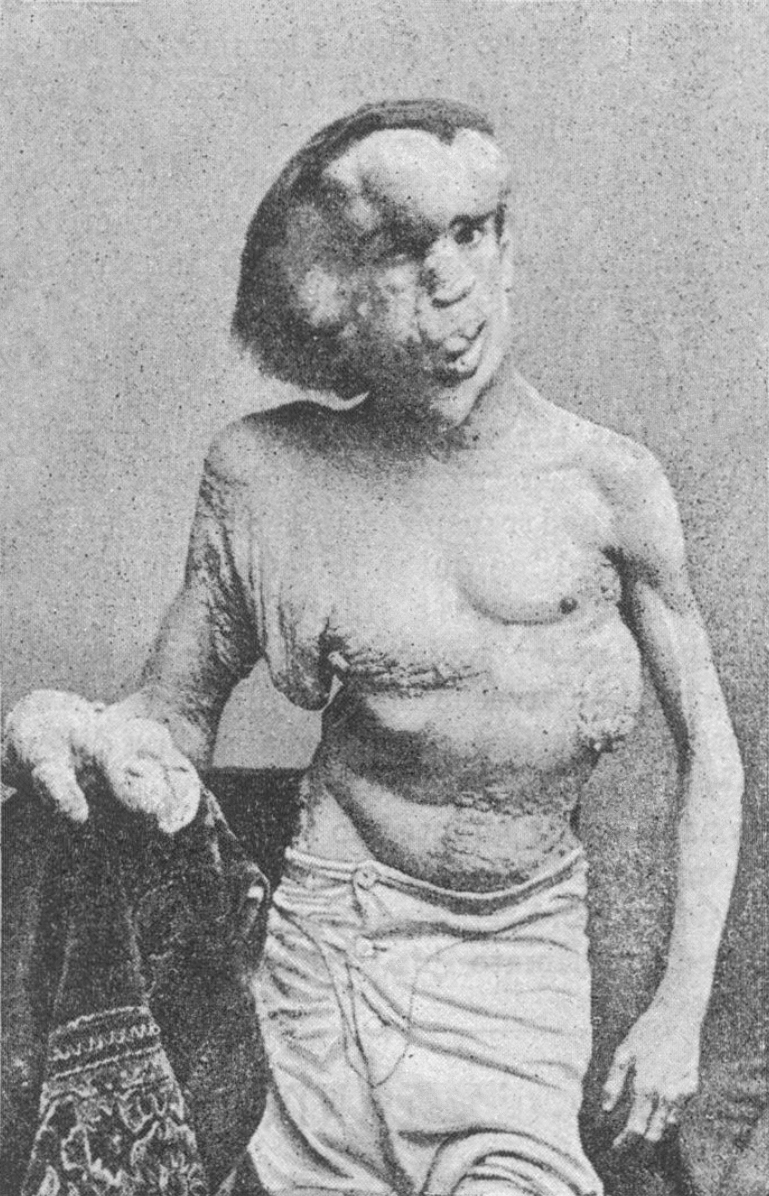
Dernière photographie de Joseph Merrick prise en 1889, un an avant sa mort.

Le cas de Joseph Merrick a intéressé nombre de pathologistes, à commencer par le docteur Treves lui-même qui, après la mort de son patient, fit une autopsie détaillée pour chercher à connaître les causes des difformités dont souffrait celui-ci. On écarta l'hypothèse de l'éléphantiasis, maladie d'origine parasitaire, fréquente dans les pays tropicaux mais rare en Europe.
Très longtemps, la cause communément admise fut que Joseph Merrick souffrait de neurofibromatose de type I dite aussi maladie de Recklinghausen, maladie neurologique qui survient soit de manière héréditaire, soit par auto mutation du gène (mutation de novo) et qui affecte les tissus et les os et produit dans les cas les plus extrêmes des déformations proches de celle de l'« Homme Éléphant ».
Mais des recherches génétiques faites à partir de ses ossements ont permis d'établir qu'il souffrait en fait du syndrome de Protée,,, une maladie génétique qui affecte la croissance des tissus et produit elle aussi des déformations. 

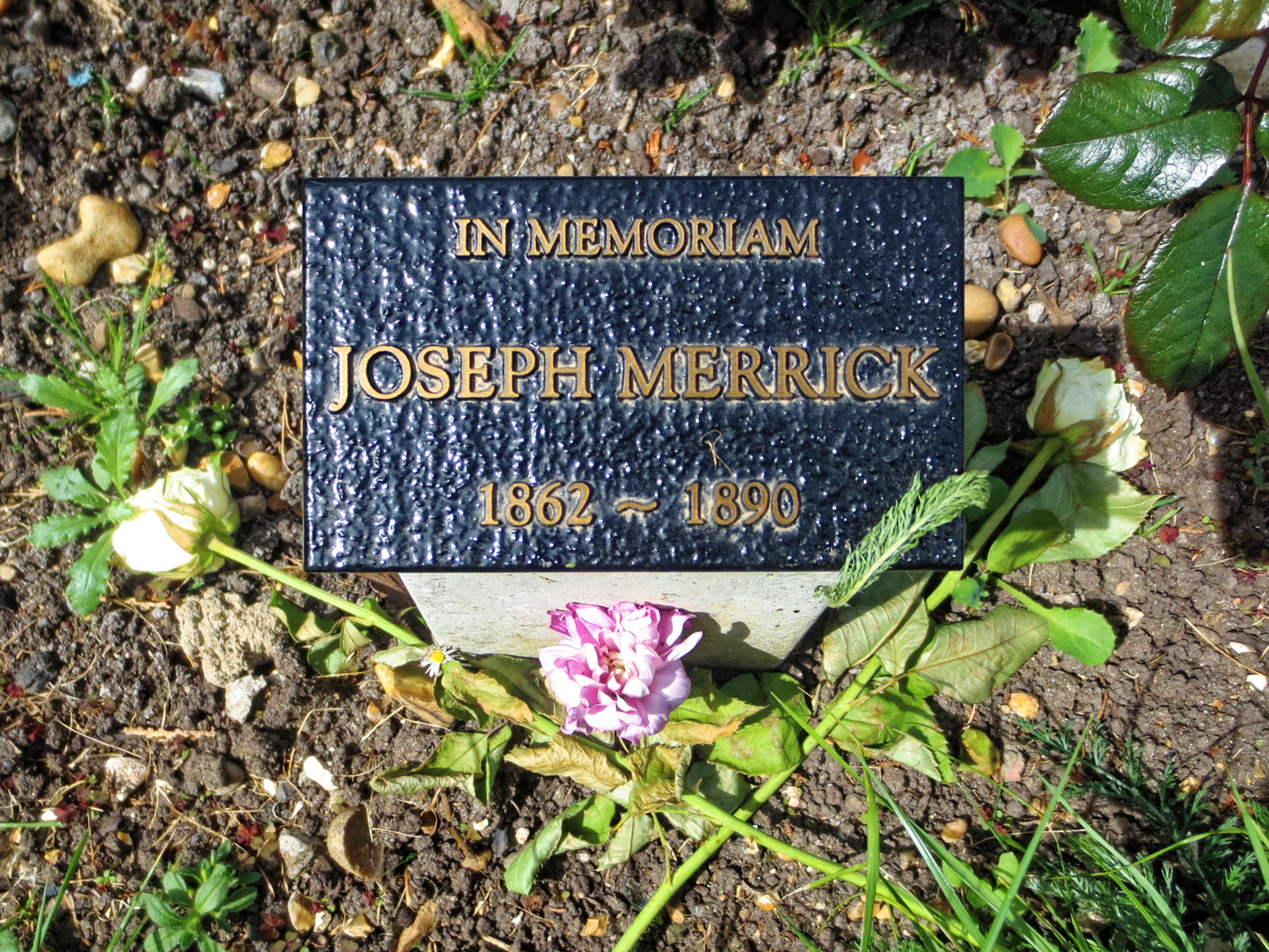
Plaque marquant la sépulture de Joseph Merrick au cimetière et crématorium de la ville de Londres.

Le squelette préservé de Merrick a été exposé au musée du Royal London Hospital jusqu'en 1995. Ses ossements sont depuis conservés à la Queen Mary University of London, à disposition des étudiants et professionnels en médecine. En 2012 une réplique exacte du squelette, réalisée à partir de sa modélisation en 3D, a été exposée à l'endroit où se trouvait auparavant le squelette original.   
En 2019, 129 ans après la mort de Merrick, Jo Vigor-Mungovin auteure d'une biographie sur l'homme éléphant, localise la tombe où furent enterrés les restes de sa dépouille, notamment les tissus mous en dehors du squelette, au cimetière et crématorium de la ville de Londres près d'Epping Forest,. Une plaque commémorative y est apposée.

## Dans les arts et la culture

### Théâtre
- En 1977, Bernard Pomerance écrivit la pièce The Elephant Man, qui fut produite avec succès à Broadway, avec dans le rôle-titre Philip Anglim, dont la particularité fut de jouer le rôle sans maquillage. Cette performance fut récompensée par un Tony Awards. Le rôle fut repris ensuite par David Bowie[19]. La pièce fut adaptée et jouée dans seize pays. En 1982, Jack Hofsiss (en) réalisa un téléfilm tiré de la pièce[20], avec Philip Anglim qui reprenait le rôle qu'il avait créé.
- En 2019, le metteur en scène français David Bobée adapte la pièce de Bernard Pomerance, avec JoeyStarr et Béatrice Dalle pour incarner Joseph Merrick et Mrs. Kendall.

### Filmographie

#### Cinéma
- En 1980, David Lynch réalisa à partir de la biographie du docteur Treves le célèbre film The Elephant Man, avec John Hurt dans le rôle de l'homme éléphant incorrectement prénommé John Merrick, qui reçut entre autres le grand prix au festival du film fantastique d'Avoriaz.
- En 2001, dans From Hell, librement adapté de la bande dessinée d'Alan Moore et Eddie Campbell, qui évoque les crimes de Jack l'Éventreur, apparaît la figure de Joseph Merrick dans une courte séquence où il est incarné par Anthony Parker (qui est surtout technicien sur les maquillages prothétiques sur ce film).

### Télévision

#### Série
- En 2013, Ripper Street lors de la seconde saison, dans les épisodes 1 et 2, fait apparaître le personnage de Joseph Merrick. Ce dernier assiste à l'assassinat d'un policier et devient le témoin principal.
- En 2019, Year of the Rabbit (en) créée par Kevin Cecil (en) et Andy Riley met en scène le personnage de Joseph Merrick à l'époque victorienne. Il y incarne un artiste, metteur en scène dans le milieu théâtral et indic du protagoniste, le détective inspecteur Rabbit.

### Littérature

#### Bande dessinée
- En 1991, dans From Hell, d'Alan Moore et Eddie Campbell, Joseph Merrick reçoit la visite du médecin de la famille royale d'Angleterre, William Gull, supposé être Jack l’Éventreur.
- En 2013, Joseph Carey Merrick, l'homme-éléphant a été publiée chez Sandawé. Serge Perrotin est au scénario et Denis Van P au dessin[21].

#### Roman
- En 2000, Xavier Mauméjean publie Ganesha, un roman dont le héros et narrateur est Joseph Merrick. Sous-titré Mémoires de l'Homme-Éléphant, le roman met en scène quatre enquêtes menées à bien par le personnage.
- En 2019, Denis Van P publie Désincarnée, qui raconte le voyage forcé qu'accomplit Joseph Merrick en Belgique au mois de juin 1886. Ce périple faillit lui coûter la vie.

#### Nouvelle
En 2013, l'auteur japonais Dowman Sayman publie une histoire courte intitulée " Zou no Miru Yume " dans laquelle se rencontrent Joseph Merrick et Jack l'éventreur.

### Opéra
- En 1998, le compositeur et chef d'orchestre français Laurent Petitgirard composa Joseph Merrick dit Elephant man sur un livret d'Eric Nonn, créé en 2002.